# Falls Apart (Thousand Foot Krutch)
Falls Apart è un singolo del gruppo canadese Thousand Foot Krutch, estratto nel 2007 dall'album The Flame in All of Us.
La canzone è arrivata 34ª nella Mainstream Rock Songs e quarta su ChristianRock.net.
Assieme a Favorite Disease, è l'unica canzone dell'album ad aver ricevuto un video musicale.

## Formazione
- Trevor McNevan - voce
- Steve Augustine - batteria
- Joel Bruyere - basso